# Distrofia corneal de Avellino
La distrofia corneal de Avellino, también llamada distrofia corneal granular tipo II, es una rara enfermedad hereditaria del ojo que afecta a la córnea y está incluida en el grupo de trastornos conocidos como distrofias corneales.
Se describió por primera vez en pacientes que vivían en la región de Avellino en Italia, de donde procede el nombre de la afección. Posteriormente se han encontrado pacientes en diferentes familias de otras partes del mundo. La enfermedad es de origen genético y está provocada por una mutación en el gen TGFBI (5q31). Esta alteración se trasmite de padres a hijos según un patrón de herencia autosómico dominante.
Los síntomas que provoca son depósitos en la capa de la córnea llamada estroma, por lo que esta pierde su transparencia, ocasionando perdida de visión. En muchas ocasiones el tratamiento recomendado es un trasplante de córnea, pero los depósitos pueden volver a producirse ocasionando de nuevo un deterioro de la visión.